# La familia Moskat
La Familia Moskat es una novela escrita por Isaac Bashevis Singer, originalmente escrita en Yiddish. Fue el primer libro de Singer publicado en inglés.